# Dom Narutowicza w Warszawie
Dom Narutowicza – budynek znajdujący się we wschodniej części Łazienek Królewskich w Warszawie. 
W latach 1920–1922 mieszkał w nim Gabriel Narutowicz, pierwszy Prezydent Rzeczypospolitej Polskiej.

## Opis
Budynek znajduje się między Koszarami Kantonistów, Stajnią Kubickiego a Klubem Cavallo. Autor projektu jest nieznany, możliwe, że był nim Andrzej Gołoński. Budynek powstał w latach trzydziestych XIX wieku i prawdopodobnie był przeznaczony na mieszkania dla kantonistów lub wyższych wojskowych. Jest jednopiętrowy, w fasadzie ozdobiony okrągłymi płycinami, a od tyłu znajduje się trójbocznie zamknięty ryzalit.
Jest nazywany Domem Narutowicza, ponieważ mieszkał w nim Gabriel Narutowicz. Upamiętnia to tablica wmurowana w 1923 w ścianę budynku o treści: Gabrjel Narutowicz pierwszy Prezydent Rzeczypospolitej Polskiej mieszkał w tym domu od 7 IX 1920 r. do 14 XII 1922 r.. Budynek bywa mylony z willą Narutowicza – jego domem własnym przy ul. Parkowej 23, do którego prezydent przeniósł się kilka dni po zaprzysiężeniu.
Obecnie w budynku mieści się przedszkole.